# Vasilisa Stepanova
Pour les articles homonymes, voir Stepanov.
Vasilisa Andreïevna Stepanova née Kostygova (en russe : Василиса Андреевна Степанова), née le 26 janvier 1993 à Moscou (Russie), est une rameuse russe. Elle est vice-championne olympique en deux sans barreur aux Jeux olympiques d'été de 2020 avec Elena Oriabinskaïa.

## Carrière
Aux Jeux olympiques d'été de 2020, elle remporte la médaille d'argent du deux sans barreur avec Elena Oriabinskaïa derrière les Néo-Zélandaises Kerri Gowler et Grace Prendergast.

## Palmarès

### Jeux olympiques
- médaille d'argent en deux sans barreur aux Jeux olympiques d'été de 2020 à Tokyo

### Championnats d'Europe
- médaille de bronze en huit aux Championnats d'Europe 2019 à Lucerne